# Селеніт
Селеніт — мінерал, напівпрозорий волокнистий різновид гіпсу з шовковистим блиском. Колір білий, голубуватий та ін. Твердість 2. Використовують як виробне каміння, для виготовлення художньо-побутових виробів.
Назва походить від дав.-гр. σελήνη («Місяць»), була впроваджена шведським хіміком А. Кронштедтом у 1757 році. З назвою мінералу не пов'язане найменування хімічного елементу селену, який отримав його за те, що він є постійним супутником («Місяцем») іншого елементу — телуру.